# 查氏平鰭鮠
查氏平鰭鮠，為輻鰭魚綱鯰形目平鰭鮠科的其中一種，為熱帶淡水魚，分布於非洲坦尚尼亞馬拉威湖、Ruhuhu、Little Ruaha河流域，體長可達7公分，棲息在底層水域，生活習性不明。

## 擴展閱讀
維基物種上的相關：查氏平鰭鮠